# 유신의 미학
"유신의 미학"은 한국에서 제작된 김노경 감독의 2014년 영화이다. 김효비 등이 주연으로 출연하였고 김노경 등이 제작에 참여하였다.

## 출연

### 주연
- 김효비
- 오유진
- 박상현
- 김동현

### 조연
- 김정섭
- 송승용
- 배수연
- 최서연
- 서성금
- 김종선
- 김대용
- 박영복